# Shaili Singh
Shaili Singh (in hindī शैली सिंह; Jhansi, 7 gennaio 2004) è una lunghista indiana.

## Progressione

### Salto in lungo
| Stagione | Misura | Luogo       | Data       | Rank. Mond. |
| -------- | ------ | ----------- | ---------- | ----------- |
| 2024     | 6,59 m | Panchkula   | 30-6-2024  |             |
| 2023     | 6,76 m | Bengaluru   | 15-4-2023  |             |
| 2022     | 6,41 m | Bengaluru   | 19-10-2022 |             |
| 2021     | 6,48 m | Patiala     | 16-6-2021  |             |
| 2019     | 6,01 m | Mangalagiri | 2-11-2019  |             |
| 2018     | 5,94 m | Ranchi      | 20-1-2018  |             |

## Palmarès
| Anno                          | Manifestazione             | Sede     | Evento         | Risultato | Prestazione | Note  |
| ----------------------------- | -------------------------- | -------- | -------------- | --------- | ----------- | ----- |
| In rappresentanza dell' India |                            |          |                |           |             |       |
| 2021                          | Mondiali U20               | Nairobi  | Salto in lungo | Argento   | 6,59 m      |       |
| 2022                          | Mondiali U20               | Cali     | Salto in lungo | Qualif.   | dns         |       |
| 2023                          | Campionati asiatici indoor | Astana   | Salto in lungo | 5ª        | 6,27 m      |       |
| 2023                          | Campionati asiatici        | Bangkok  | Salto in lungo | Argento   | 6,54 m      |       |
| 2023                          | Mondiali                   | Budapest | Salto in lungo | Qualif.   | 6,40 m      | [ 1 ] |
| 2023                          | Giochi asiatici            | Hangzhou | Salto in lungo | 5ª        | 6,48 m      |       |
| 2024                          | Campionati asiatici indoor | Teheran  | Salto in lungo | 5ª        | 6,27 m      | [ 2 ] |

## Campionati nazionali
- 1 volta campionessa nazionale indiana del salto in lungo (2021)

2021
- Oro ai campionati indiana (Patiala), salto in lungo - 6,48 m